# Élection présidentielle américaine de 2020 à Hawaï
L'élection présidentielle américaine de 2020 à Hawaï a eu lieu le 3 novembre 2020 comme dans les 49 autres États ainsi que le district de Columbia. Les électeurs d'Hawaï choisissent des grands-électeurs pour les représenter dans le collège électoral à travers un vote populaire. L'État de Hawaï possède 4 grands-électeurs. L'État donne tous ses grands électeurs en faveur de Joe Biden et participe ainsi à la victoire de ce dernier qui deviendra futur président des États-unis en 2021.

## Résultats
| Candidats et colistiers  | Candidats et colistiers          | Partis           | Vote populaire | Vote populaire | Grands électeurs |
| Candidats et colistiers  | Candidats et colistiers          | Partis           | Voix           | %              | Voix             |
| ------------------------ | -------------------------------- | ---------------- | -------------- | -------------- | ---------------- |
|                          | Joe Biden Kamala Harris          | Démocrate        | 365,802        | 63.74%         | 4                |
|                          | Donald J. Trump Michael R. Pence | Républicain      | 196,602        | 34.26%         | 0                |
|                          | Jo Jorgensen Spike Cohen         | Libertarien      | 5,525          | 0.96%          | 0                |
|                          | Howie Hawkins Angela Walker      | Vert             | 3,814          | 0.66%          | 0                |
|                          | Autres candidats                 | Autres candidats | 2,111          | 0.37%          | 0                |
|                          |                                  |                  |                |                |                  |
| Total                    | Total                            | Total            | 573854         | 100            | 4                |
| Abstention               | Abstention                       | Abstention       | 424153         | 42,5           |                  |
| Inscrits / participation |                                  |                  |                |                |                  |

## Analyse
|                                                   | Compté(s) | Pourcentage |
| ------------------------------------------------- | --------- | ----------- |
| Comté le plus démocrate                           | Hawaï     | 66,9        |
| Comté le moins démocrate                          | Honolulu  | 62,5        |
| Comté le plus républicain                         | Honolulu  | 35,7        |
| Comté le moins républicain                        | Hawaï     | 30,6        |
| Comté(s) démocrate en 2016 et républicain en 2020 | /         | /           |
| Comté(s) républicain en 2016 et démocrate en 2020 | /         | /           |